# Tomasz Marczyński
Tomasz Marczyński (ur. 6 marca 1984 w Krakowie) – polski kolarz szosowy. Mistrz Polski w wyścigu ze startu wspólnego (2007, 2011, 2015) i jeździe indywidualnej na czas (2011).

## Kariera
Wychowanek klubu Krakus Swoszowice. Od 2003 jeździł w zespole Pacyfik Toruń, a w 2005 we włoskiej amatorskiej grupie GS Valdarno. W latach 2006–2008 był zawodnikiem włoskiej drużyny Ceramica Flaminia, w 2009 zarejestrowanej w San Marino grupy Miche-Silver Cross-Selle Italia, a w latach 2010-2011 jeździł w drużynie CCC Polsat Polkowice. W latach 2012–2013 był zawodnikiem należącej do UCI ProTeams grupy Vacansoleil-DCM. Po rozpadzie tego zespołu kolarz powrócił do klubu z Polkowic. Po roku występów w barwach polskiej grupy zawodnik przeniósł się do tureckiego Torku Sekerspor zaklasyfikowanego do 3. dywizji - UCI Continental Teams. W 2016 roku podpisał kontrakt z Lotto Soudal, powracając tym samym do najwyższej dywizji zawodowych grup kolarskich - UCI World Teams.
Jego pierwszym większym sukcesem było wicemistrzostwo Polski w wyścigu szosowym ze startu wspólnego (2006). W tym samym roku startował w Wyścigu Pokoju, ale go nie ukończył. W 2007 sięgnął w tej konkurencji po mistrzostwo Polski. Jego pierwszym zwycięstwem w peletonie zawodowym na arenie międzynarodowej była wygrana etapu w Wyścigu dookoła Asturii (6 maja 2008). W 2010 zwyciężył w Memoriale Romana Ręgorowicza i generalnej klasyfikacji rozgrywanego w Korei Tour de Seoul. W najbardziej udanym sezonie 2011 wygrał mistrzostwa Polski zarówno w wyścigu ze startu wspólnego, jak i jeździe indywidualnej na czas. Zwyciężył także w Małopolskim Wyścigu Górskim. W 2012 startował w Giro d'Italia, ale go nie ukończył,  w Tour de Pologne zwyciężył w klasyfikacji górskiej, natomiast w Vuelta Espana zajął 13. miejsce – wówczas najlepsze w historii startów Polaków w tej imprezie (w 2006 14. był Sylwester Szmyd).
W 2008 uczestniczył w Igrzyskach Olimpijskich w Pekinie, zajmując w wyścigu ze startu wspólnego 84. miejsce. Trzykrotnie startował też w wyścigu ze startu wspólnego na mistrzostwach świata, zajmując 123. (2006) i 33. pozycję (2007), a wyścigu w 2012 nie ukończył. Na mistrzostwach świata w 2012 zajął 12. miejsce w drużynowej jeździe na czas (z drużyną Vacansoleil-DCM).
W 2013 roku uzyskał nagrodę dla najlepszego górala wyścigu Tour de Pologne.
W 2015 został mistrzem Polski w wyścigu szosowym ze startu wspólnego, zwyciężył również w górskich mistrzostwach Polski.
W 2017 podczas hiszpańskiej Vuelty, osiągnął największy sukces w karierze, wygrywając dwa etapy tego wyścigu.

## Najważniejsze osiągnięcia
2007
- 1. miejsce w mistrzostwach Polski (start wspólny)

2008
- 2. miejsce w Clásica Internacional de Alcobendas
- 5. miejsce w Vuelta a Asturias
  - 1. miejsce na 4. etapie

2010
- 1. miejsce w Tour de Seoul
  - 1. miejsce na 1. etapie
- 2. miejsce w Puchar Uzdrowisk Karpackich
- 3. miejsce w Szlakiem Grodów Piastowskich
  - 1. miejsce na 2. etapie

2011
- 1. miejsce w mistrzostwach Polski (jazda ind. na czas)
- 1. miejsce w mistrzostwach Polski (start wspólny)
- 1. miejsce w Małopolski Wyścig Górski
- 3. miejsce w Memoriał Henryka Łasaka

2012
- 3. miejsce w Rund um Köln
- 13. miejsce w Vuelta a España
- 1. miejsce w klasyfikacji górskiej Vuelta a Murcia
- 1. miejsce w klasyfikacji górskiej Tour de Pologne
- 1. miejsce w klasyfikacji sprinterskiej Dookoła Katalonii
- 8. miejsce w Tour of Beijing

2013
- 1. miejsce w klasyfikacji górskiej Tour de Pologne

2015
- 1. miejsce w Tour du Maroc
  - 1. miejsce na 1., 4. i 7. etapie
- 8. miejsce w Tour of Turkey
- 1. miejsce w Tour of Black Sea[1]
  - 1. miejsce na 1. etapie
- 1. miejsce w mistrzostwach Polski (start wspólny)
- 1. miejsce w górskich mistrzostwach Polski

2017
- 1. miejsce na 6. i 12. etapie Vuelta a España

2019
- 1. miejsce w klasyfikacji górskiej Tour of Guangxi